# Biegacz skórzasty

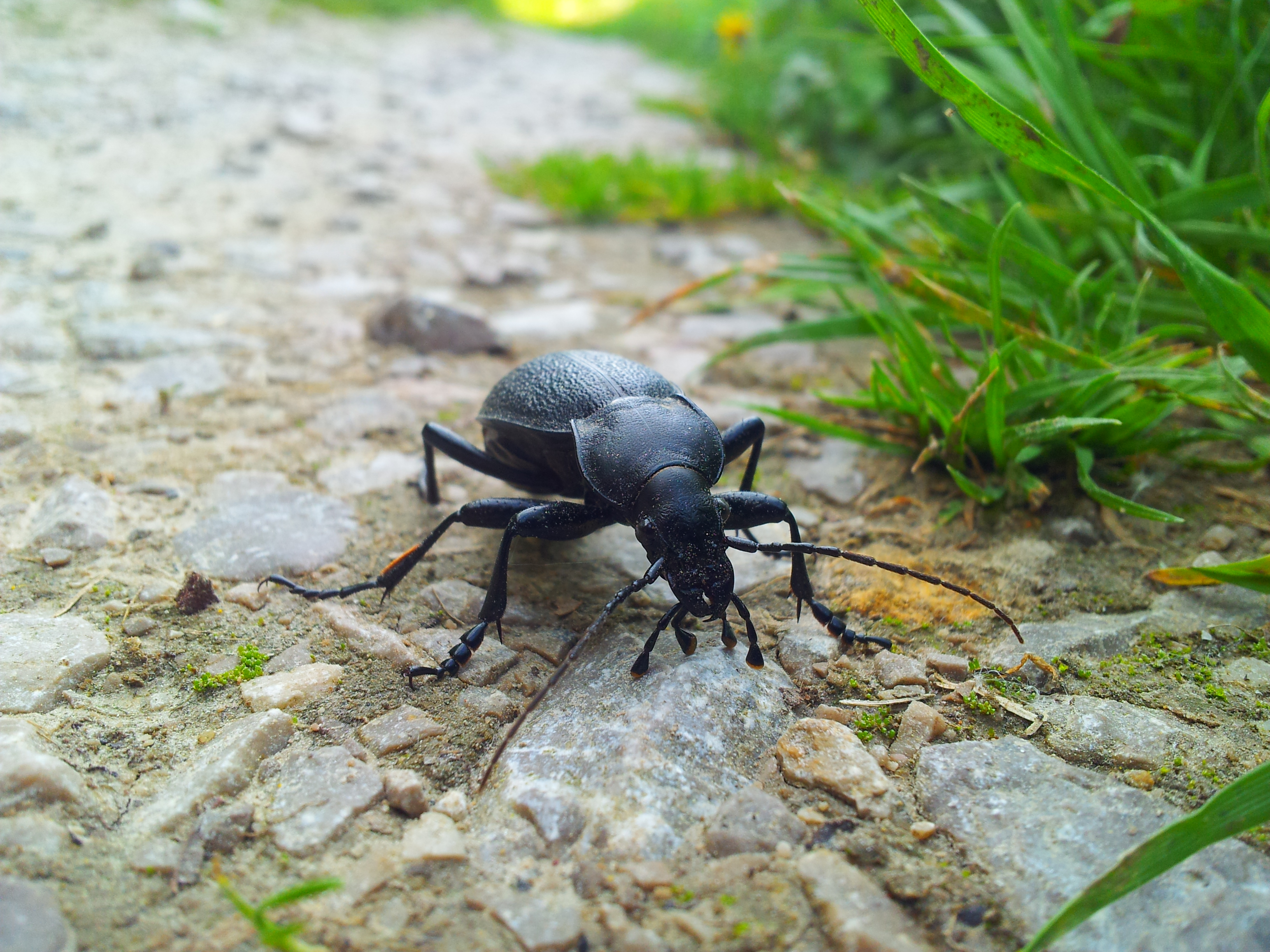
Biegacz skórzasty

Biegacz skórzasty (Carabus (Procrustes) coriaceus) – gatunek chrząszcza z rodziny biegaczowatych i podrodziny Carabinae. W Polsce gatunek objęty jest częściową ochroną gatunkową.

## Taksonomia
Gatunek został opisany w 1758 roku przez Karola Linneusza. Klasyfikowany jest obecnie w podrodzaju Procrustes, zaliczanym do poddziału (subdivisio) Procrustomorphi w dziale (divisio) Multistriati.

## Opis
Drugi co do wielkości europejski biegacz (największy jest biegacz olbrzymi). Osiąga od 26 lub 30 do 40 lub 42 mm długości ciała. Chrząszcz barwy matowoczarnej z pomarszczonymi pokrywami przypominającymi grubo wyprawioną skórę (stąd nazwa). Boczna krawędź przedplecza pozbawiona szczecinek.

## Biologia i ekologia
Ten żwawy chrząszcz jest aktywny nocą, szczególnie po opadach deszczu. W czerwcu bądź lipcu ma letnią przerwę w aktywności, często natomiast widuje się go w sierpniu, a nawet wrześniu. Biegacz skórzasty jest chrząszczem drapieżnym, jest niezdolny do lotu, poluje biegając. Ofiarę oblewa sokami trawiennymi, a następnie wysysa jej nadtrawione tkanki. Soki trawienne służą mu również jako ciecz obronna. Zaniepokojony biegacz może je wystrzykiwać na odległość 1 m. Jaja składa pojedynczo w małych dołkach w ziemi, teleskopowo wydłużającym się odwłokiem. Drapieżne larwy żyją w wierzchniej warstwie gleby.

### Habitat
Gatunek ten staje się coraz rzadszy i w wielu rejonach całkowicie wyginął. Spotykany jest w lasach liściastych i mieszanych i nieużytkach. Rzadko w ogrodach. Preferuje lasy dość suche.

## Rozprzestrzenienie
Gatunek palearktyczny. W Europie wykazany z Albanii, Austrii, Belgii, Bośni i Hercegowiny, Bułgarii, Białorusi, Czech, Chorwacji, Cyklad, Danii, Dodekanezu, Estonii, europejskiej Turcji, Francji, Grecji, Holandii, byłej Jugosławii, Luksemburgu, Liechtensteinu, Litwy, Łotwy, Mołdawii, Niemiec, Norwegii, obwodu królewieckiego, Polski, europejskiej Rosji, Rumunii, Sardynii, Słowacji, Słowenii, Szwecji, Szwajcarii, Sycylii, Ukrainy, Węgier, Wysp Egejskich Północnych i Włoch. Rekordy z Wielkiej Brytanii i Hiszpanii określone są jako wątpliwe. Poza Europą znany ze wschodniej Palearktyki i Bliskiego Wschodu.

## Systematyka
Wyróżnia się 10 podgatunków tego biegacza:
- Carabus coriaceus banaticus Redtenbacher, 1849
- Carabus coriaceus cerisyi Dejean, 1826
- Carabus coriaceus coriaceus Linne, 1758
- Carabus coriaceus dalmaticus Gehin, 1885
- Carabus coriaceus hopffgarteni Kraatz, 1878
- Carabus coriaceus kindermanni Waltl, 1838
- Carabus coriaceus mediterraneus Born, 1906
- Carabus coriaceus mopsucrenae Peyron, 1858
- Carabus coriaceus ressli Mandl, 1961
- Carabus coriaceus rugifer Kraatz, 1877

W Polsce występują podgatunki C. c. coriaceus oraz C. c. rugifer.